# Jessica Lucas
Jessica Lucas (* 24. září 1985 Vancouver, Britská Kolumbie) je kanadská herečka.
V televizi debutovala v roce 2000 epizodní rolí v seriálu Sedm dní. Hlavní role ztvárnila v seriálech 2030 CE (2002–2003), Edgemont (2001–2003 vedlejší, 2003–2005 hlavní), Life as We Know It (2004–2005), Melrose Place (2009–2010), Friends with Benefits (2011), Cult (2013), Gracepoint (2014) a Gotham (2015–2019), od roku 2019 působí v seriálu The Murders. Hrála také v několika filmech, např. Síly temna (2006), Monstrum (2008) či Lesní duch (2013).

## Životopis
Jessica Lucas se narodila a vyrostla ve Vancouveru v Kanadě. S herectvím začala v sedmi letech a vzdělávala se v dětské divadelní škole Children's Art Theatre School v Torontu. Svojí kariéru nastartovala v divadelních produkcí, včetně místních produkcí Sněhurky a sedmi trpaslíků, Pomády, Popelky, Past na myši nebo Music Medley.

## Kariéra
V roce 2001 se připojila k obsazení kanadského dramatického seriálu Edgemont v roli Bekky Lawrence. V seriálu hrála až do jeho ukončení v roce 2005. Hlavní roli také ztvárnila v dalším kanadském seriálu 2030 CE. Hostujíci roli Roxanne si zahrála v seriálu Láska je Láska. V další hlavní roli, Sue, se představila v dramatickém seriálu stanice ABC Life as We Know It, který však byl zrušen po odvysílání první řady. V roce 2006 si zahrála ve filmu Super náhradník. Byla obsazena do pilotního dílu seriálu Secrets of a Small Town, stanice ABC si jej ale nevybrala do svého vysílacího období.
V roce 2007 se připojila k obsazení seriálu Kriminálka Las Vegas. Přesto, že si zahrála pouze ve čtyřech dílech, proslýchalo se, že se stane náhradnicí končící postavy Sary Sidle. Role Jessiky Lucas však byla ze seriálu odepsaná bez vysvětlení. V roce 2008 si zahrála v seriálu 90210: Nová generace a ztvárnila jednu z hlavních rolí ve filmu Monstrum. V roce 2009 vyšel film Hra na utrpení, ve kterém si zahrála roli Lisy. Tentýž rok získala roli Riley Richmond v seriálu Melrose Place, remaku stejnojmenného seriálu z 90. let. Hlavní roli si zahrála v sitcomu NBC Friends with Benefits. V roce 2011 se v roli Haley objevila ve filmu Agenti v sukních: Jaký otec, takový syn. V roce 2012 získala hlavní roli Skye Yarrow v seriálu Cult. V roce 2014 se představila ve filmu Pompeje. V letech 2015–2019 hrála roli Tabithy Galavanové v seriálu stanice Fox Gotham.

## Osobní život
V dubnu 2017 potvrdila zasnoubení s šéfkuchařem Alexem Jermasekem.

## Filmografie

### Film
| Rok  | Název                                   | Role           | Poznámky |
| ---- | --------------------------------------- | -------------- | -------- |
| 2006 | Super náhradník                         | Yvonne         |          |
| 2006 | Síly temna                              | Kate Tunneyová |          |
| 2008 | Monstrum                                | Lily Ford      |          |
| 2008 | Noci v Rodanthe                         |                |          |
| 2008 | Hra na utrpení                          | Lisa Swan      |          |
| 2011 | Agenti v sukních: Jaký otec, takový syn | Haley Robinson |          |
| 2013 | Lesní duch                              | Olivia         |          |
| 2014 | (Ne)zadaní                              | Vera Walker    |          |
| 2014 | Pompeje                                 | Ariadne        |          |

### Televize
| Rok       | Název                                   | Role                 | Poznámky                                                      |
| --------- | --------------------------------------- | -------------------- | ------------------------------------------------------------- |
| 2000      | Sedm dní                                | Rita                 | díl: „The Backstepper's Apprentice“                           |
| 2001      | Městečko Halloween 2: Kalabarova pomsta | Upírka               | TV film                                                       |
| 2001–2005 | Edgemont                                | Bekka Lawrence       | vedlejší role (2.–3. řada), hlavní role (4.–5. řada), 40 dílů |
| 2001      | Past na ptáky                           | Haley                | díl: „Dances with Squirrels“                                  |
| 2002–2003 | 2030 CE                                 | Jakki Kaan           | hlavní role, 26 dílů                                          |
| 2002      | Pochybná starostlivost                  | Tasha Peenová        | TV film                                                       |
| 2003      | Romeo!                                  | Jessica              | díl: „Slam Dunk“                                              |
| 2004      | Láska je Láska                          | Roxanne              | díl: „Losing It“                                              |
| 2004–2005 | Life as We Know It                      | Sue Miller           | hlavní role, 13 dílů                                          |
| 2007      | Kriminálka Las Vegas                    | Ronnie Lakeová       | 4 díly                                                        |
| 2008      | 90210: Nová generace                    | Kimberly McIntyreová | 4 díly                                                        |
| 2009–2010 | Melrose Place                           | Riley Richmondová    | hlavní role, 18 dílů                                          |
| 2011      | Friends with Benefits                   | Riley Elliott        | hlavní role, 13 dílů                                          |
| 2011      | Agentura Jasno                          | Lilly Jenkinsová     | díl: „Gus minulé noci“                                        |
| 2013      | Cult                                    | Skye Yarrow          | hlavní role, 13 dílů                                          |
| 2014      | Gracepoint                              | Renee Clemons        | hlavní role, 9 dílů                                           |
| 2015–2019 | Gotham                                  | Tabitha Galavanová   | hlavní role (2.–5. řada), 67 dílů                             |
| 2019      | The Murders                             | Kate Jameson         | hlavní role                                                   |